# Gronau (Noordrijn-Westfalen)
Gronau (Duits: Gronau (Westf.); Nederlands, verouderd: Gronouw) is een Duitse stad en gemeente in Noordrijn-Westfalen. De stad telt 48.576 inwoners (31 december 2020) op een oppervlakte van 78,82 km². De stad ligt aan de Nederlandse grens, direct ten oosten van Enschede. De huidige gemeente is een samenvoeging (1 januari 1975) van Gronau en Epe. Gronau is de tweede grootste stad van Kreis Borken en een van de grotere steden in Regierungsbezirk Münster. 
Gronau maakt deel uit van de Euregio waarin ook Enschede, Hengelo en Münster partner zijn.

## Geografie
Gronau ligt in het dal van de Dinkel. Deze rivier doorkruist de stad van zuid naar noord. Noordoostelijk van de stad ligt binnen de gemeentegrenzen het Rüenberger Venn met daarin de recreatieplas Drilandsee of Dreiländersee, en nog iets verder noordelijk, reeds in Nedersaksen, het Gildehauser Venn, een heidegebied, waarvan een gedeelte tot natuurreservaat is verklaard. 
Westelijk van Epe ligt een groot hoogveenreservaat, het Amtsvenn, dat zich tot het Aamsveen op Nederlands grondgebied uitstrekt.
Gronau is van oudsher een grensstad met grensposten naar Glanerbrug, Glane en Overdinkel.

### Stadsdelen

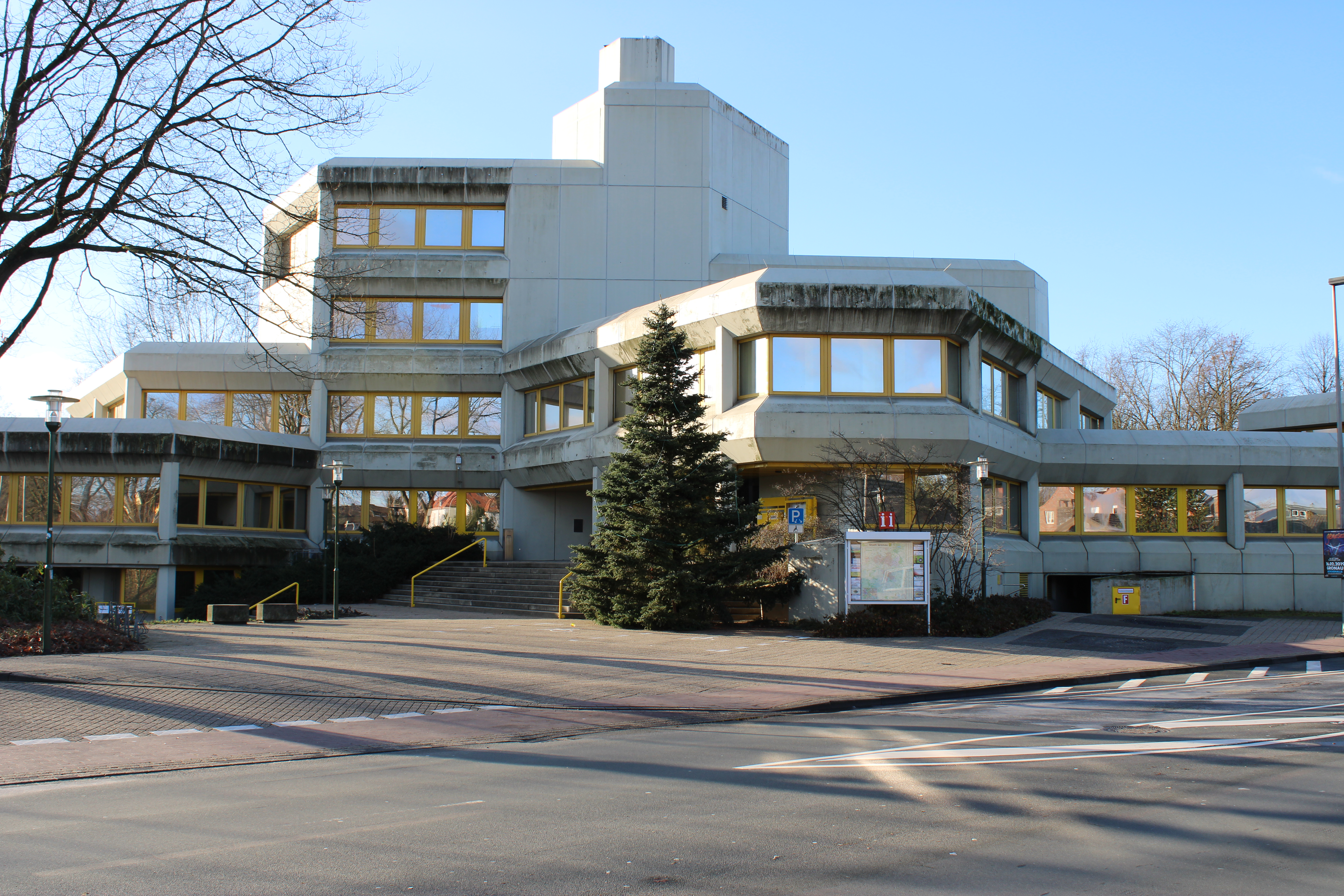
Gemeentehuis Gronau

- Gronau (34.628)
- Epe (15.321)

Tussen haakjes het aantal inwoners, volgens de gemeentewebsite,  per 31 december 2020. Totaal gehele gemeente: 49.949 personen. Een statistiek van de deelstaat Noordrijn-Westfalen geeft echter een bevolkingscijfer per 31 december 2020 van 48.576 aan.
Anders benoemd:
- Gronau-West (in de buurt van Glanerbrug/Enschede)
- Gronau-Nord (bij Losser)
- Gronau-Ost (industriegebied)
- Gronau-Epe.

### Omliggende gemeenten
- Ochtrup
- Heek
- Ahaus
- Enschede (NL)
- Losser (NL)
- Bad Bentheim

## Infrastructuur

### Wegverkeer
Gronau ligt aan de B70 (bij Gronau-West) en Bundesstraße 54, het verlengde van de Nederlandse A35 en N35, die van de Nederlandse grens naar Münster loopt. De weg kruist ten oosten van Gronau de A31 (Emden - Oberhausen). Verder heeft Gronau aansluiting op de A30(D) - A1(NL) Amsterdam- Rheine. 

### Trein en bus

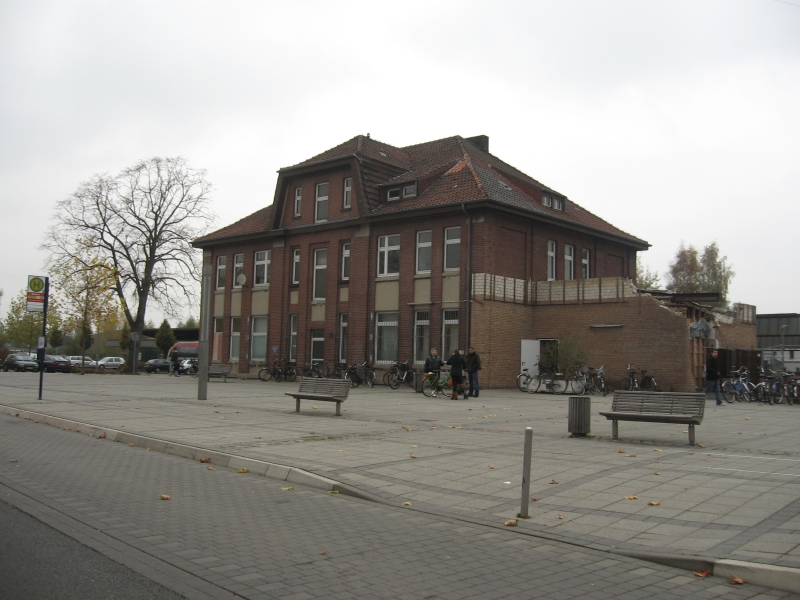
Station

Sinds 1875 ligt Gronau aan de spoorweg van Enschede naar Münster en Dortmund. Het grensoverschrijdende spoor naar Enschede werd in de jaren zeventig langzamerhand afgebouwd. In 1980 reed er nog maar één trein per dag en in 1981 werd de spoorlijn gesloten. Twintig jaar later, in 2001, werd het spoor vernieuwd en weer in gebruik genomen en bovendien werden er aan Nederlandse zijde twee nieuwe stations gebouwd. Er rijdt sindsdien ieder half uur een trein in beide richtingen, wat meer is dan bij andere grensoverschrijdende treinverbindingen van/naar Nederland. In het kader van het project EuregioRail wordt er sinds 2020 gesproken over een nieuwe, directe treinverbinding van Zwolle via Gronau naar Münster. Zie ook: Spoorlijn Münster - Glanerbeek en Spoorlijn Dortmund - Gronau.
De stad heeft vijf stadsbuslijnen, waaronder twee belbusdiensten. Regelmatige streekbusverbindingen bestaan met Bad Bentheim en Schüttorf. Op zon- en feestdagen is de frequentie van het busnet zeer laag.

## Economie

### Bedrijven
Sinds 1950 is in Gronau de hoofdvestiging van Klaas+Kock gevestigd. Klaas+Kock is een Duitse supermarktketen met (anno 2018) 215 winkels, voornamelijk in Noordrijn-Westfalen en westelijk Nedersaksen.
Sinds 1985 is de firma Urenco in Gronau gevestigd met een uraniumverrijkingscentrale. Het bedrijf had bij de opening een productiecapaciteit van 1000 ton per jaar. In 1998 werd de capaciteit vergroot tot 1800 ton en in 2005 tot 4500 ton. Urenco heeft ook in Almelo een vestiging. Tegen het bedrijf werd in Gronau en Almelo al regelmatig protest gevoerd.
Te Gronau is sinds 1946 het hoofdkantoor van Engbers GmbH & Co. KG gevestigd, een keten van anno 2019 circa 300 herenmodezaken in Duitsland en Oostenrijk. Vóór de covid-19-crisis werkten er in totaal 1.780 mensen bij dit concern. De doelgroep bestaat uit heren van 35-60 jaar.
De gemeente beschikt verder over diverse bedrijventerreinen voor lokaal en regionaal midden- en kleinbedrijf.

## Geschiedenis
Zie ook: Epe (Westfalen).
In 1910 en 2013 zijn twee fossielen van in de geologische periode Berriasien, in het vroegste tijdvak van het Krijt, levende plesiosauriërs gevonden. Deze hebben in de vakliteratuur de wetenschappelijke namen Brancasaurus brancai en Gronausaurus wegneri gekregen. Het is de bedoeling, dat het historische museum van Gronau, na de in 2024 of 2025 geplande heropening, uitgebreid aandacht aan deze vondsten zal besteden. Het in 1910 gevonden fossiel is in bezit van de Universiteit van Münster.
In 1365 wordt Gronau voor het eerst in een document vermeld. In 1544 is de stad Luthers en in 1588 gereformeerd. In 2020 zijn na de sloop van een warenhuis in het stadscentrum restanten van een kasteel ontdekt, dat er in de 15e en 16e eeuw heeft gestaan. Archeologen en historici zijn anno 2021 doende, de vondsten nader te onderzoeken. In 1638 valt de stad toe aan het Graafschap Bentheim en dat blijft zo tot 1803, waarna de stad aan het Graafschap Salm-Horstmar toevalt. In 1813 worden Gronau en Epe Pruisisch. Na een korte periode onder Steinfurt gevallen te hebben, worden beide plaatsen in 1816 onder Kreis Ahaus geplaatst. Na de opkomst van de eerste textielindustrie, vooral geïnitieerd door de fabrikantenfamilie Van Delden, groeit Gronau en in 1898 krijgt de plaats stadsrechten. In de daarop volgende periode krijgt de groeiende stad een nieuw raadhuis, een rechtbank, scholen, ziekenhuizen, een zwembad, energiecentrale en een stadspark.
In 1938 begon ook te Gronau en Epe de door Adolf Hitlers nazi's in heel Duitsland uitgevoerde vervolging en uitmoording van Joden. Bijna alle Joden uit Gronau en Epe kwamen om in de kampen. Kort na de oorlog moesten Gronau en Epe vele Heimatvertriebene, Duitsers uit o.a. het in 1945 Pools geworden Silezië, huisvesten.
Aan de periode van Gronau als belangrijke textielstad kwam in 1982 een einde, toen de bedrijven van de Van Delden Gruppe dicht gingen wegens faillissement. Daarna is men actief en niet zonder succes gaan zoeken naar een economische en ook algemene heroriëntering.

## Markante punten; bezienswaardigheden

### Markante gebouwen e.d.

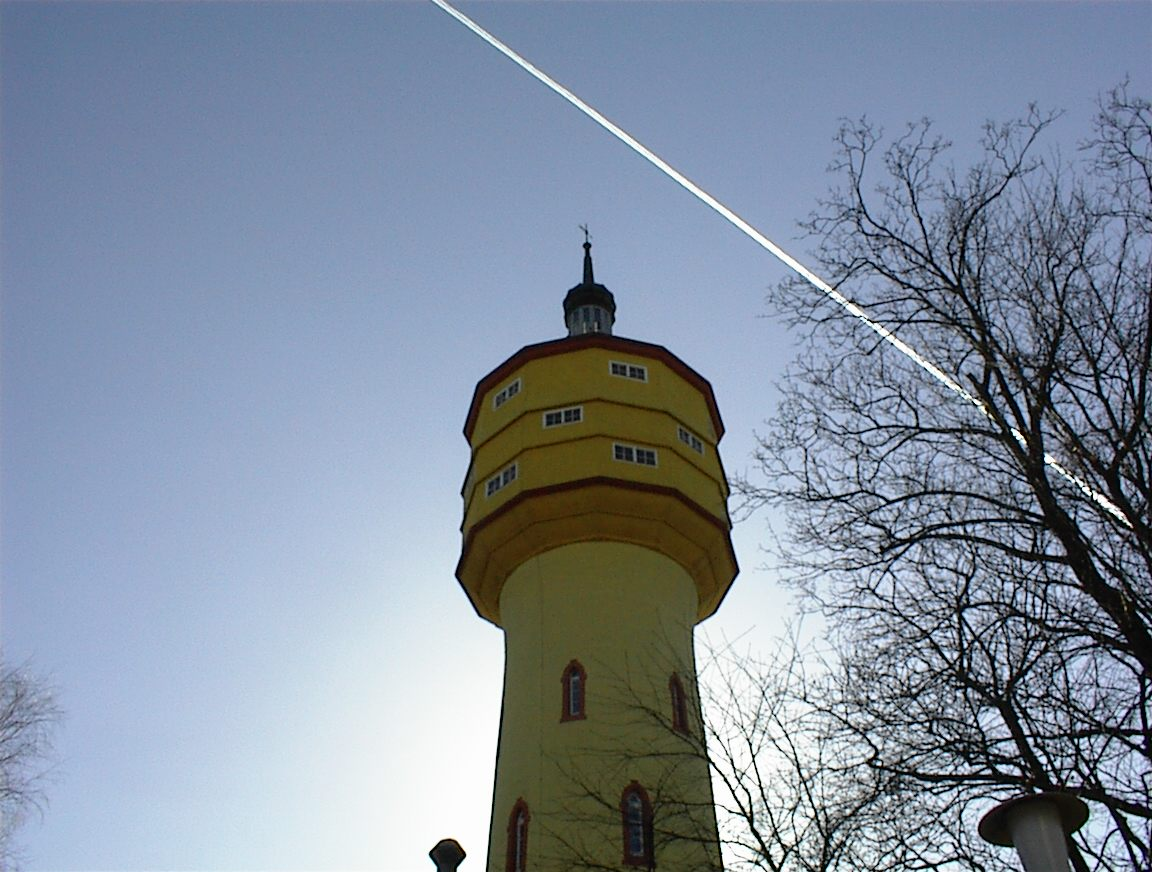
De Gronause watertoren bij het stadspark
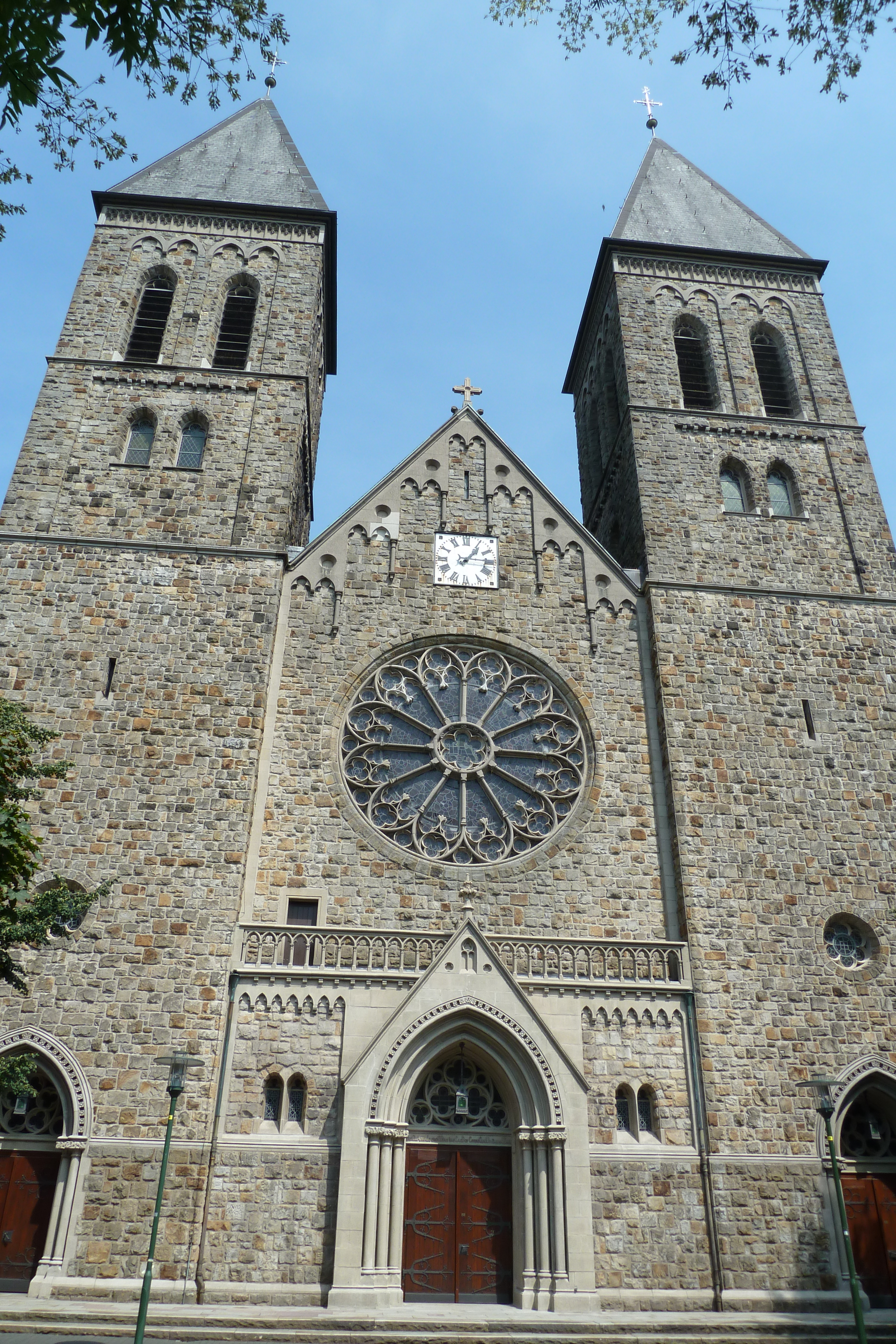
St.-Antoniuskerk

Een herkenningspunt boven de stad is de oude watertoren. Het waterbekken heeft een opslagcapaciteit van 250m³. In 1965 werd de functie van de toren overgenomen door een nieuw reservoir.
Van het oude raadhuis is de toren nog bewaard gebleven. De indrukwekkende bouwwerken van de textielindustrie aan de noordzijde van de binnenstad zijn gedeeltelijk als industrieel erfgoed gerestaureerd. In dat kader is ook de wijk Morgensternsiedlung in het oosten van de stad interessant. Het betreft hier een goed onderhouden arbeiderswijk. De arbeiderswijken Klein Marokko (de wijk Spechtholtshook) en Klein Rusland (de wijk Brook) zijn ook interessant.
Het meest recente markante punt in de stad is de in 2003 voor de LAGA gebouwde "Boogbrug" over de Spinnereistraße.
De rooms-katholieke St.Antoniuskerk dateert uit 1913. De evangelisch-lutherse Stadtkirche werd in 1897 voltooid.

### Musea
Op 21 juli 2004 werd het rock'n'popmuseum geopend dat zich wijdt aan de muziekgeschiedenis vanaf de wals- en kamermuziek uit de 19e eeuw tot de pop- en rockmuziek in het heden. Het in een voormalige textielfabriek gevestigde museum is in 2018 vernieuwd. 
Het Drilandmuseum in de oude raadhuistoren liet, naast een expositie over de geologische bijzonderheden van het gebied, de lokale en regionale cultuur zien, de ontwikkeling van de stad en de neergang van de textielindustrie in Gronau. Het museum dankte zijn naam aan de omgeving: nabij Gronau ligt het drielandenpunt van Nederland, Nedersaksen en Noordrijn-Westfalen, waar ook het meertje Dreiländersee naar is genoemd. Gronau werd in zijn geschiedenis door Bentheim en Steinfurt geregeerd en Nederland had grote invloed op de stad in cultureel en religieus opzicht. 
Het museum is in 2021 gesloten en opgeheven. De in gesloten depots opgeslagen collectie is ten dele via internet te bekijken. Het is de bedoeling, de collectie in 2024 of 2025 in een nieuw te openen historisch museum onder te brengen.

### Parken, natuurschoon, recreatie
Het Gronauer stadspark (met dierentuin) aan de oever van de Dinkel, werd direct voor de Eerste Wereldoorlog aangelegd. Ook Epe heeft een park. Dit werd in de jaren dertig in het kader van de arbeidsvoorziening aangelegd.
In het Inselpark ten oosten van het station staat onder meer een 17 meter hoge piramide.
De stad ligt dichtbij enkele natuurreservaten, waar vooral hoogveen en heide voorkomt. Noordoostelijk van de stad ligt binnen de gemeentegrenzen het Rüenberger Venn met daarin de recreatieplas Drilandsee of Dreiländersee, en nog iets verder noordelijk, reeds in Nedersaksen, het Gildehauser Venn, een heidegebied, waarvan een gedeelte tot natuurreservaat is verklaard. Westelijk van Epe ligt een ander hoogveenreservaat, het Amtsvenn, dat zich tot aan het Aamsveen op Nederlands grondgebied uitstrekt. In al deze gebieden zijn wandelingen onder leiding van een natuurgids mogelijk; verder is er de toegang op veel plekken beperkt. Rondom de rond 1985 aangelegde, 28 hectare grote  Drilandsee, die slechts 200 meter van de Nederlandse grens ligt, zijn daarentegen ruime strand- en watersportrecreatiemogelijkheden.
Door de gemeente loopt de toeristische langeafstand-fietsroute Flamingoroute.

### LAGA
In 2003 vond de LAGA (Duitse afkorting voor Landesgartenschau) plaats in Gronau en de Nederlandse plaats Losser. In de binnenstad werd hiervoor de oorspronkelijke loop van de Dinkel in de stad weer in ere hersteld. Ook werden langs de oever van de rivier in Epe, Gronau, Glane, Overdinkel en Losser dertien sculpturen opgesteld. Deze sculpturen kregen de naam Dinkelstenen.

## Muziekcultuur
Karakteristiek voor de muziekcultuur is de Duits-Nederlandse relatie, die ontstond door de samenwerking in het grensgebied en de in de 19e en 20e eeuw dominante textielindustrie. Vooral tijdens de periode van ommekeer na de Eerste Wereldoorlog ontwikkelde zich in Gronau en Enschede een nauwe Duits-Nederlandse culturele samenwerking, die steeds belangrijker werd via strijkkwartetten, salonorkesten en hot-dance-bands tot en met symfonieorkesten en een operettegezelschap ("Enschedesch Opera en Operette Gezelschap") met eigen opvoeringen, dat van 1935 tot mei 1940 bestond. Gelijktijdig hiermee vond ook de jazz vanaf 1920 enthousiaste aanhangers. Gronau toont nog steeds een breed cultureel spectrum en bezit een opmerkelijke concentratie van lekenmuziekverenigingen. Enschede werd met de bouw van zijn „muziekkwartier“ een belangrijke muziekstad in Nederland.
Jaarlijks vindt in april het internationale Jazzfest Gronau plaats.

## Afbeeldingen

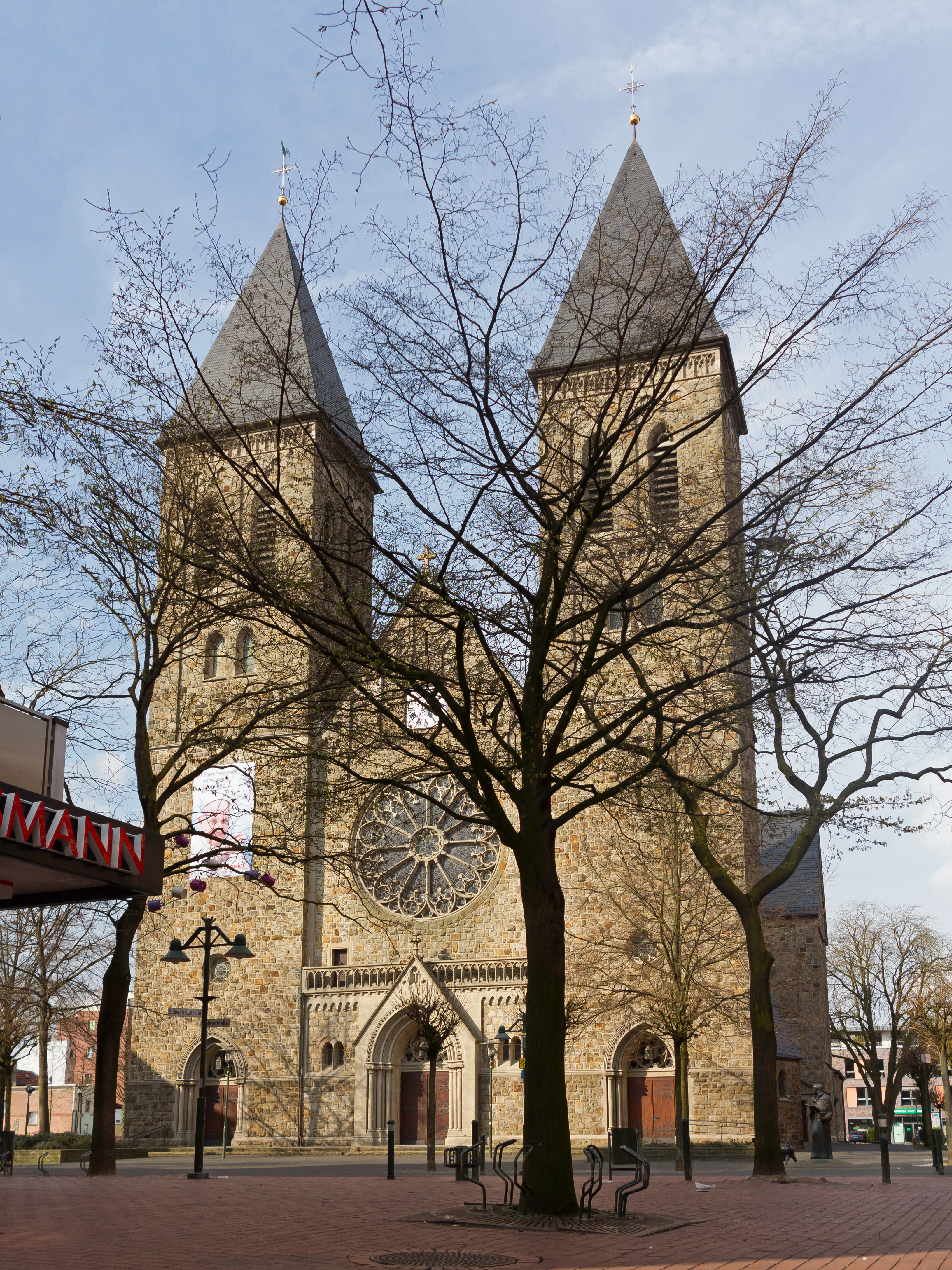
Gronau, katholieke Sint-Antoniuskerk
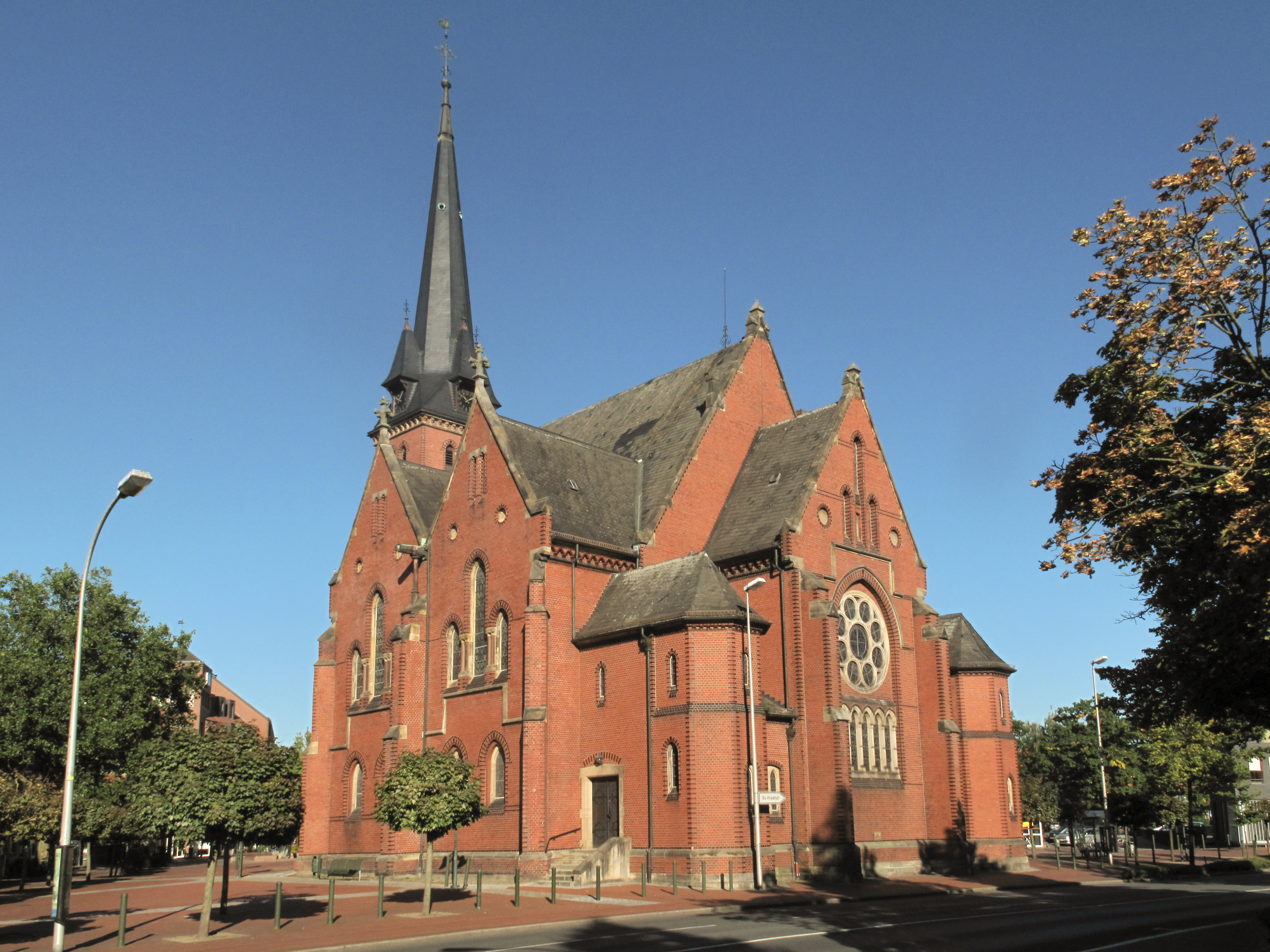
Evang.-lutherse Stadtkirche
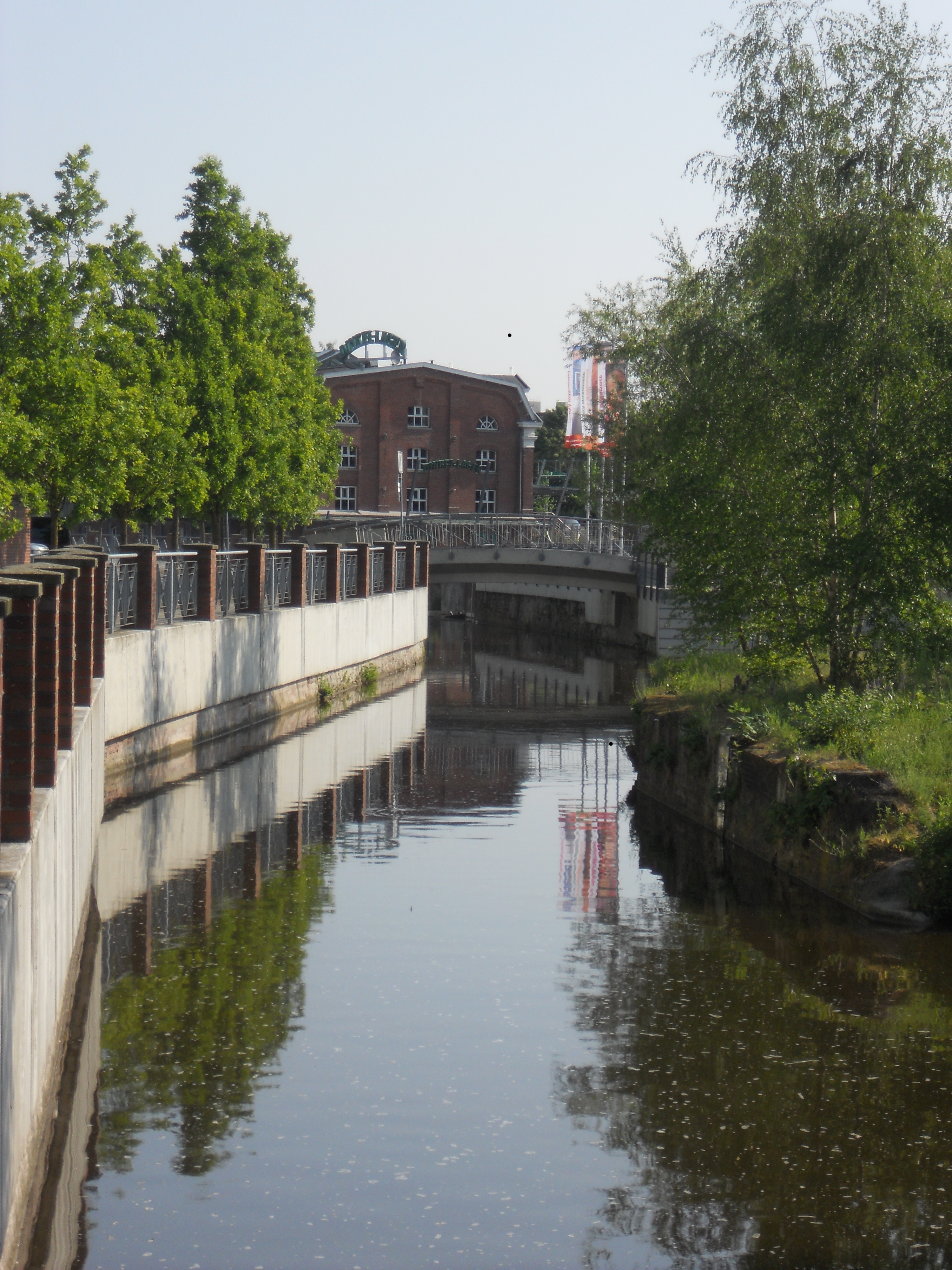
De Dinkel in Gronau, op de achtergrond het Dinkellager
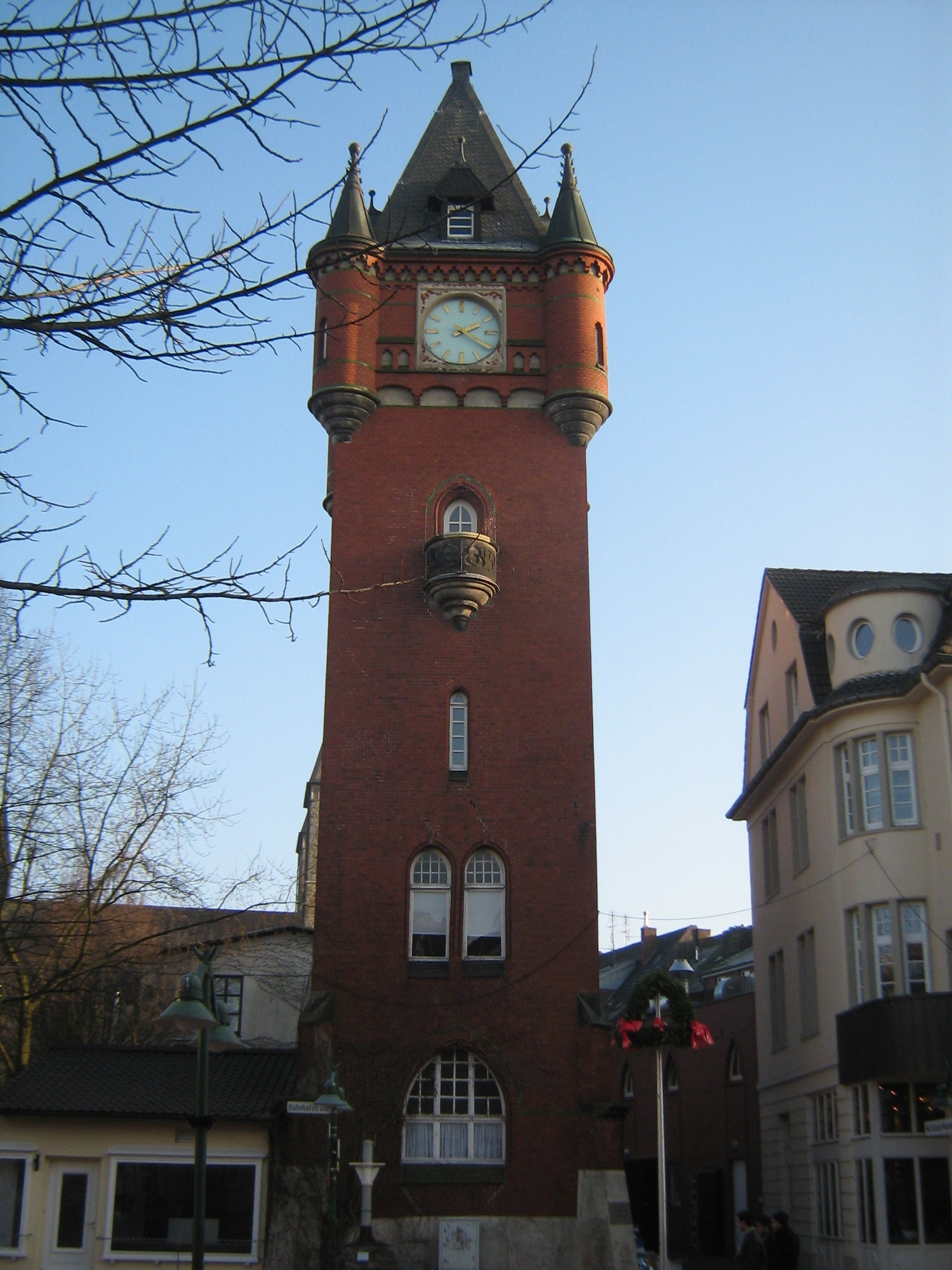
Toren van het oude raadhuis
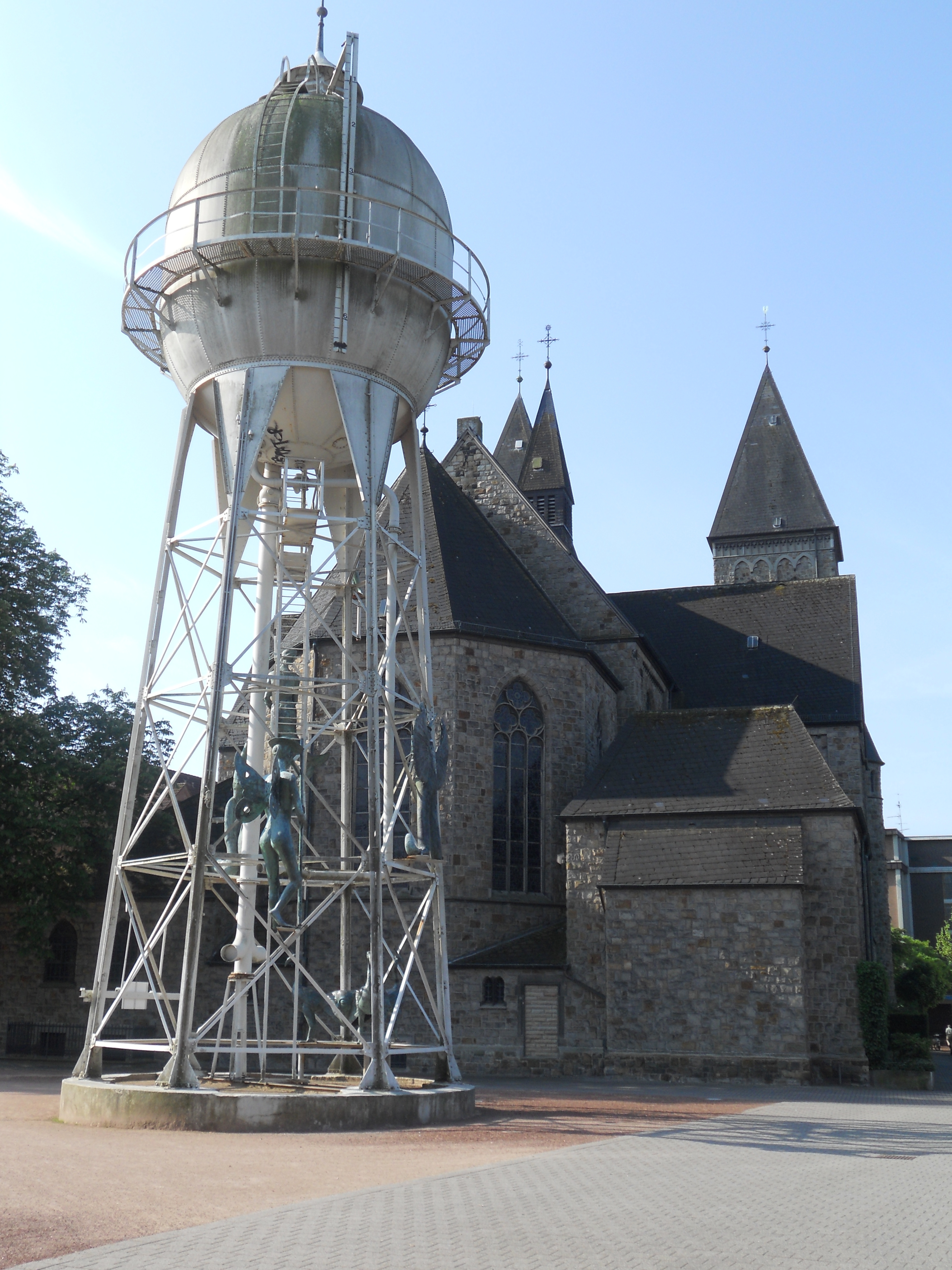
Voormalige watertoren van de Van Delden-fabriek, omgebouwd tot kunstwerk
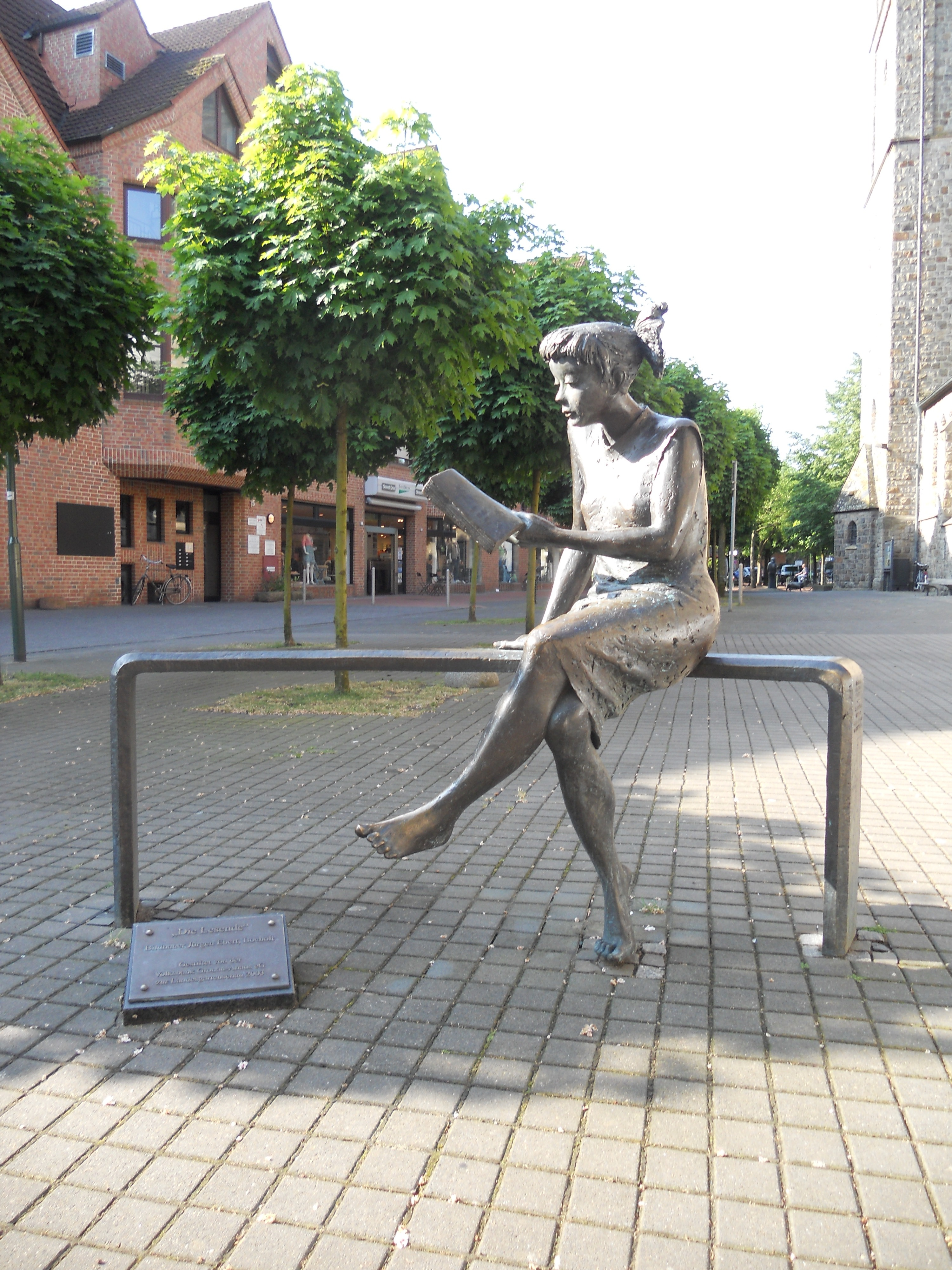
Die Lesende, een sculptuur van Jürgen Ebert
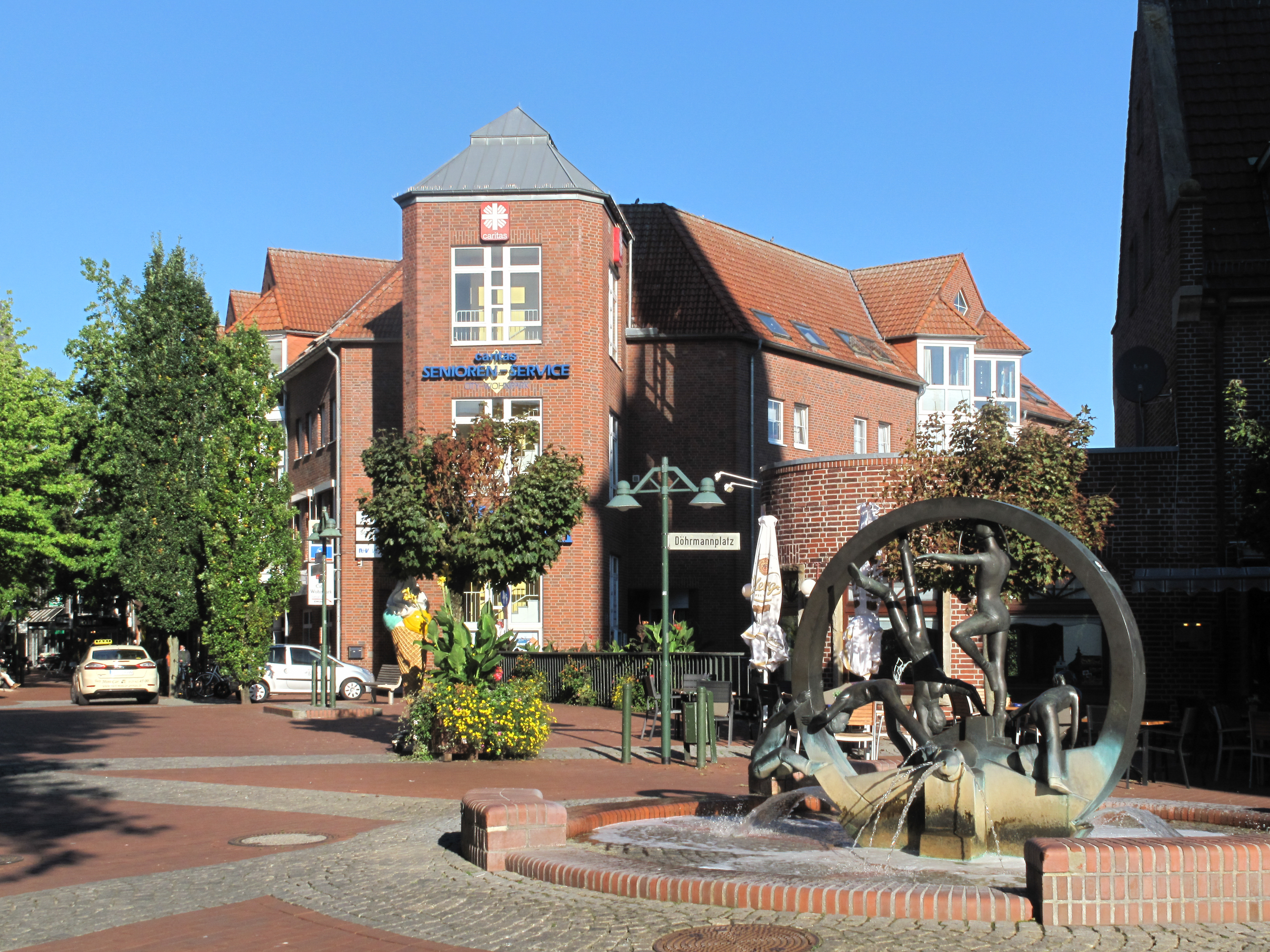
Sculptuur bij Neustraße-Döhrmannplatz
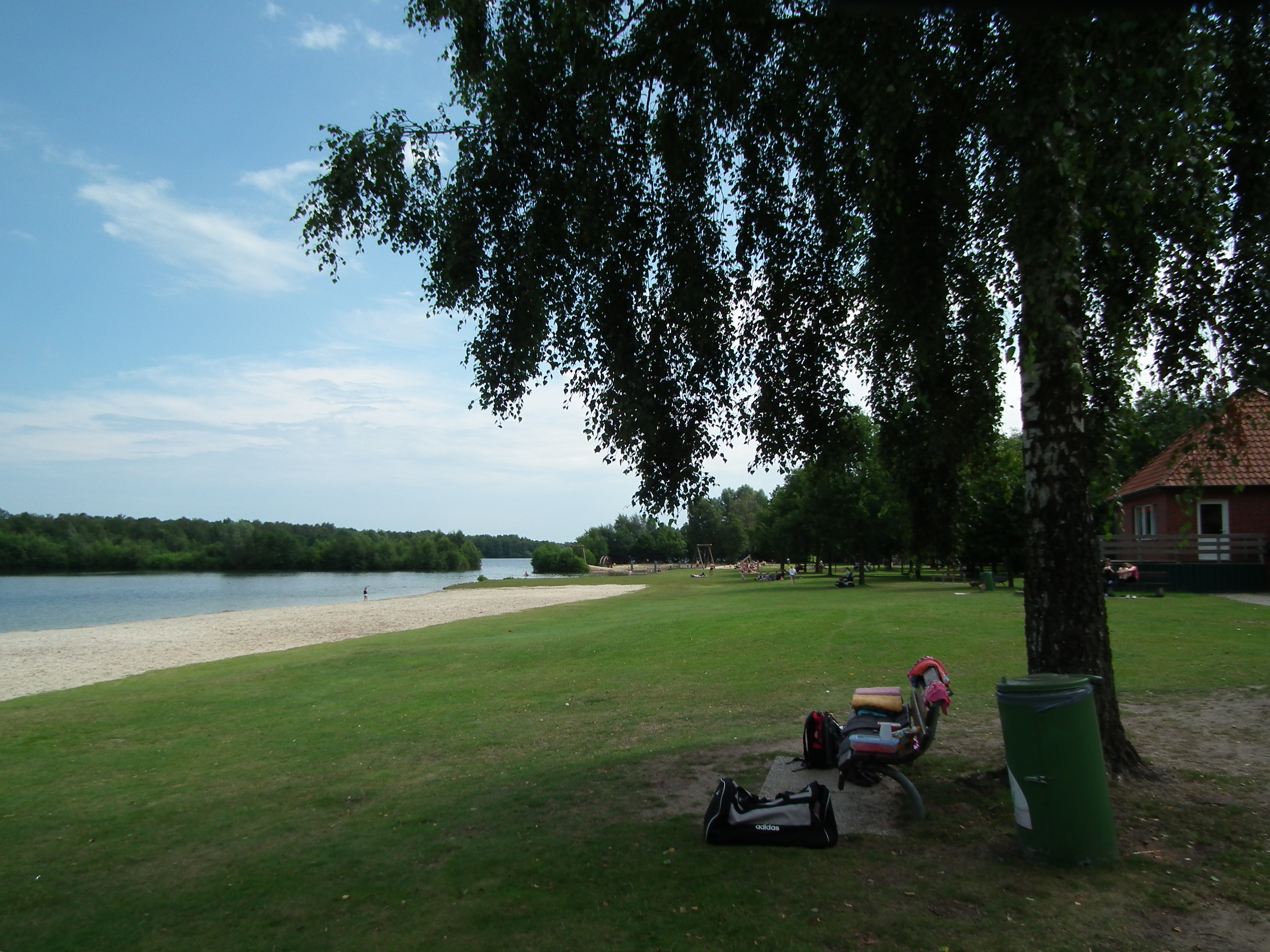
Recreatieplas Drilandsee

## Belangrijke personen in relatie tot de gemeente

### Geboren

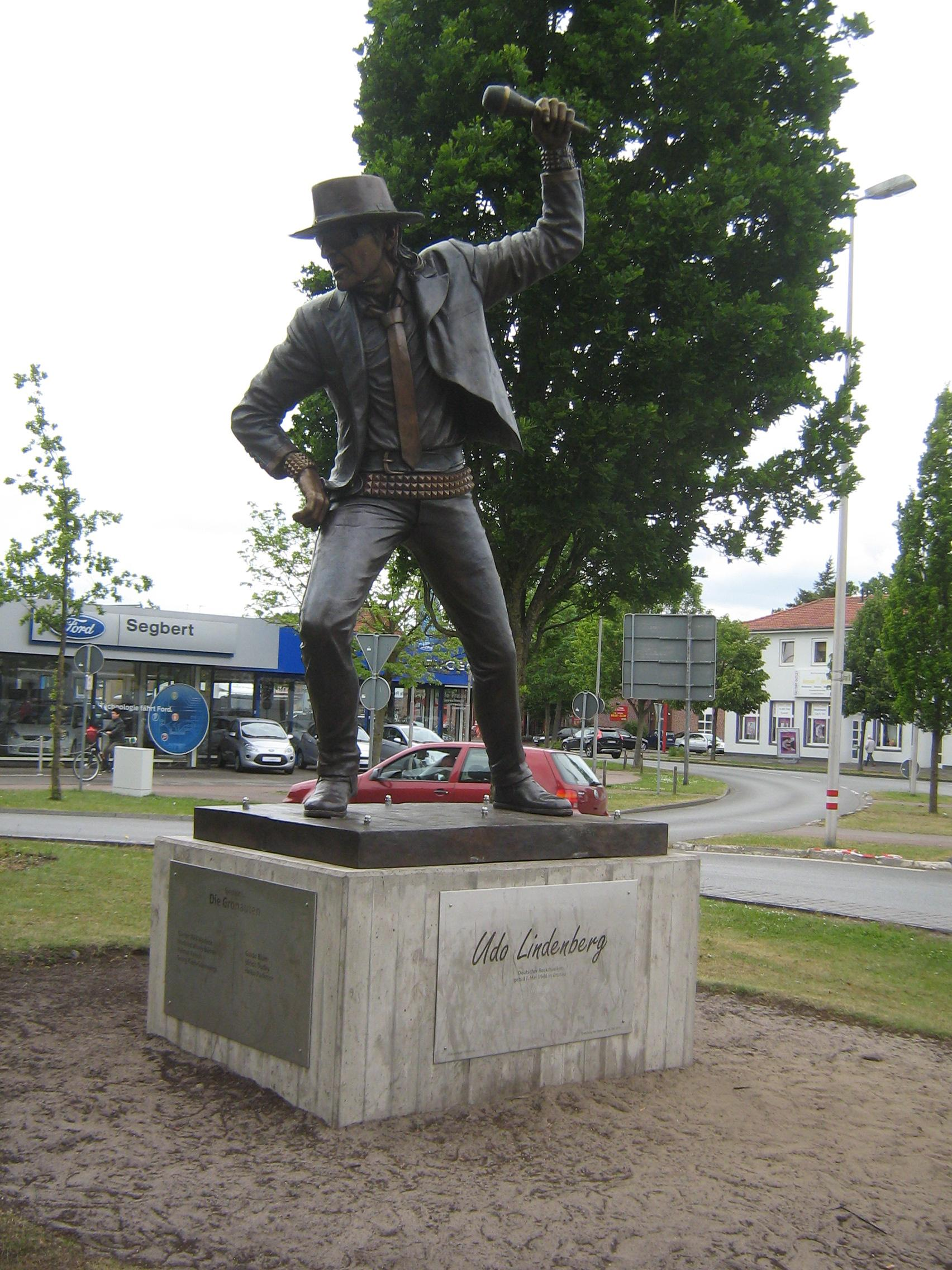
Standbeeld Udo Lindenberg te Gronau

- Eric Mandell (* 14 februari 1902 als Erich Mendel; † 6 februari 1988 in Philadelphia, Verenigde Staten) Duits-Amerikaans cantor, zanger (bariton) en een belangrijk kenner en verzamelaar van Joodse, synagogale muziek.
- Aar van de Werfhorst (1907-1994), Nederlands schrijver
- Erich Lindenberg (* 22 september 1938); † 14 september 2006 in Berlijn), niet onverdienstelijk kunstschilder, exposeerde vooral te München, broer van Udo Lindenberg

- Udo Lindenberg (* 17 mei 1946), popartiest; ereburger van Gronau

- Gregor Luthe (* 19 oktober 1970 in Epe), chemicus, toxicoloog, nanotechnoloog, doceerde nanotechnologie en voerde deze tak van wetenschap in aan de Universiteit Twente.
- Tim Hölscher (* 21 februari 1995), voetballer

### Overleden
- Gerrit van Delden (* 16 januari 1842 in Nordhorn; † 1 januari 1925 in Gronau), textielmagnaat

### Woonachtig (geweest)
- Blaise Nkufo (1975), Congolees-Zwitsers voetballer
- Cees Paauwe (1977), Nederlands voetbaldoelman
- Dario Vujičević (1990), Kroatisch voetballer

## Partnergemeentes
De gemeente heeft jumelages met:
- de Nederlandse gemeente Epe, en verder met:
- Bromsgrove (Engeland)
- Mezőberény (Hongarije)